# Джханда Сінґх
Джханда Сінґх (д/н — 1774) — 2-й магараджа Амрітсару і Лахору в 1764—1774 роках. За його панування місаль Бганґі досяг найвищої потуги, ставши провідною силою в Пенджабі.

## Життєпис
Походив з джатського клану Дхіллон. Старший син магараджи Харі Сінґха. Брав участь у військових кампаніях батька проти афганців. 1764 року після загибелі того успадкував місаль Бганґі й титул магараджи.
Збільшив військо до 20 тис. вершників. Продовжив активну загарбницьку політику, протягом нетривалого часу захопивши міста Чиніот, Джанг, Бхера, Равалпінді, Хасана Абдал і Гуджрат. За цим вдерся до Кашміру, де захопив Сіалкот з областю. 1770 року змусив Ранджит Дева, раджу Джамму, визнати свою зверхність. В результаті було встановлено владу над західним та південним Кашміром. Став  союзником Джасси Сінґха, місальдара Рамгархія.
1772 року знову захопив Мултан, де остаточно зміцнився. Тепер його володіння знаходилися у всіх доабах (міжріччях), крім Джаландхарського (між Біасом і Сатледжем). Також тривало протистояння з місалем Пхулкіан. 
1774 року було вбито вночі пострілом у спину найманим убивцею, якого відправив Джай Сінґх, місальдар Канхеї під час кампанії в Джамму проти місалів Канхея та Сукерчакія. Йому спадкував брат Ганда Сінґх.